# Stelis corae
Stelis corae är en orkidéart som beskrevs av Ernesto Foldats. Stelis corae ingår i släktet Stelis och familjen orkidéer. Inga underarter finns listade i Catalogue of Life.